# Niederkirchen
Pour les articles homonymes, voir Niederkirchen (homonymie).
Niederkirchen est une municipalité de la Verbandsgemeinde Otterberg, dans l'arrondissement de Kaiserslautern, en Rhénanie-Palatinat, dans l'ouest de l'Allemagne.

## Références

Localisation de Niederkirchen dans la Verbandsgemeide et dans l'arrondissement